# Юридичний факультет університету Сан-Паулу
Юридичний факультет університету Сан-Паулу (порт. Faculdade de Direito da Universidade de São Paulo, FDUSP), також за традицією відомий як Юридична школа Ларгу-Сан-Франсіску (порт. Faculdade de Direito do Largo [de] São Francisco) — факультет Університету Сан-Паулу, розташований у місцевості Ларгу-Сан-Франсіску міста Сан-Паулу, Бразилія.
Юридична школа Ларгу-Сан-Франсіску — один з найстаріших вищих навчальних закладів Бразилії та найстаріший (разом з Юридичною школою Олінди) навчальний заклад, де викладалося право. Вона була заснована за імператорським наказом 11 серпня 1827 року, за кілька років після проголошення незалежності Бразилії, з метою створення незалежної системи адміністрації нової країни. Школа увійшла до складу Університету Сан-Паулу в момент його заснування в 1934 році.
Зазвичай факультет вважається найкращим юридичним факультетом країни. Тут навчалися 12 президентів Бразилії та багато впливових політиків, диломатів, бізнесменів, письменників та інших.
Щороку до факультету приймається 460 нових студентів, що відбираються з близько 15 000 заяв. Також тут існує аспірантська програма.